# Horst Borcherding
Horst Borcherding (Osnabrück, 8 de octubre de 1930 - Osnabrück, 9 de febrero de 2015) fue un futbolista alemán que jugaba en la demarcación de portero.

## Biografía
En 1948, con la camiseta del Eintracht Osnabrück, hizo su debut como futbolista, haciéndose con la Amateuroberliga Niedersachsen en 1950, ascendiendo así a la Oberliga, donde jugó hasta 1952, año en el que se fue traspasado al SV Saar 05 Saarbrücken. Jugó en el club durante cuatro temporadas. Jugó también en la Oberliga, llegando a conseguir el cuarto puesto en 1954. En 1956, dejando al club en novena posición, fichó por el VfL Osnabrück. Quedó en tercera posición de la Oberliga en las temporadas de 1960 y de 1961, quedándose a un puesto de poder ascender a la máximxa categoría del fútbol alemán. Finalmente, en 1963 se retiró.
Falleció el 9 de febrero de 2015 en Osnabrück a los 84 años de edad.

## Selección nacional
Jugó un total de tres partidos con la selección de fútbol de Sarre. Hizo su debut el 26 de septiembre de 1954 en un partido amistoso contra Yugoslavia. Su tercer y último partido se disputó dos años después, el 6 de junio contra los Países Bajos, encajando tres goles.

## Clubes
| Club                   | País                | Año         | Partidos | Goles |
| ---------------------- | ------------------- | ----------- | -------- | ----- |
| Eintracht Osnabrück    | Alemania Occidental | 1948 - 1952 | 37       | 0     |
| SV Saar 05 Saarbrücken | Alemania Occidental | 1952 - 1956 | 111      | 0     |
| VfL Osnabrück          | Alemania Occidental | 1956 - 1963 | 140      | 0     |